# エフゲーニヤ・シシコワ
エフゲーニヤ・シシコワ（ロシア語: Евгения Шишкова、1972年12月18日 - 2025年1月29日）は、ロシア出身の女性フィギュアスケート選手。アルベールビルオリンピックペアEUN代表。1994年リレハンメルオリンピックペアロシア代表。1994年世界フィギュアスケート選手権ペアチャンピオン。パートナーは夫でもあるヴァディム・ナウモフ、息子は同じくフィギュアスケート選手のマキシム・ナウモフ。

## 経歴
- ヴァディム・ナウモフとペアを組む（のちに2人は結婚）。
- 1994年世界フィギュアスケート選手権優勝。
- 1998年にプロ転向し、アメリカ合衆国に拠点を移してシムスベリーで後進の指導に当たっていた。
- 2025年全米フィギュアスケート選手権（カンザス州ウィチタ）終了後の1月29日にワシントンD.C.近郊の上空で、アメリカン航空5342便と軍用ヘリが衝突し墜落した事故（アメリカン航空5342便空中衝突事故）において、5342便に乗客として搭乗していたと見られることが報道された[1][2]。翌日の1月30日、ボストン・スケートクラブ（英語版）の最高経営責任者のダグ・ゼギベは、死亡したスケート関係者14人の中にナウモフとシシコワの夫妻の両方が含まれていることを公表した[3]。52歳没。

## 主な戦績
| 大会/年      | 1990-91 | 1991-92 | 1992-93 | 1993-94 | 1994-95 | 1995-96 |
| ------------ | ------- | ------- | ------- | ------- | ------- | ------- |
| オリンピック |         | 5       |         | 4       |         |         |
| 世界選手権   | 5       | 5       | 3       | 1       | 2       | 4       |
| 欧州選手権   | 3       | 3       | 3       | 2       | 3       |         |
| GPファイナル |         |         |         |         |         | 1       |